# Isòbata

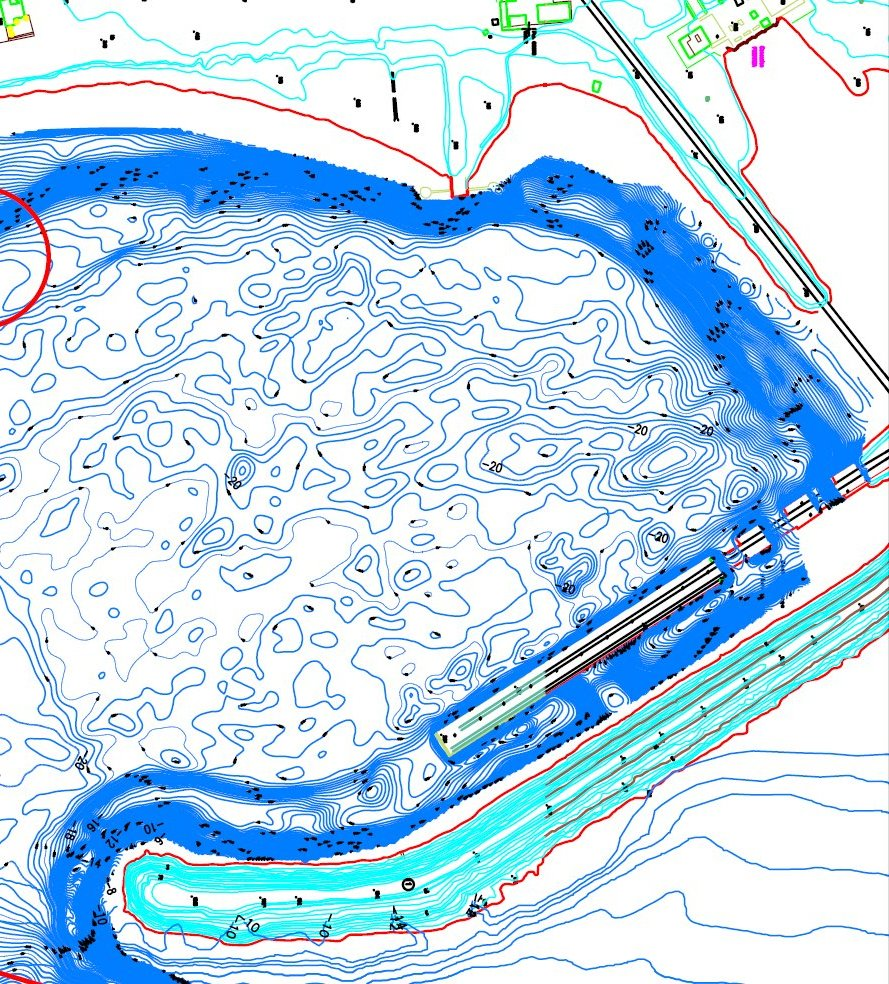
Batimetria d'un port a Espanya amb les seues isòbates en color blau fosc

Isòbata (Cartografia, Geologia, Batimetria) és la línia (símbol cartogràfic) que uneix els punts d'una mateixa profunditat del subsòl, del fons oceànic o d'una massa d'aigua continental. Són les corbes de nivell que fan referència al fons marí utilitzades a les cartes marines. Uneix tots els punts d’una superfície situats a una mateixa profunditat, sota terra o sota l’aigua, i referida a una superfície de nivell o dàtum. Sinònims complementaris: línia batimètrica, isohipsa (en contour line, isobath; es isóbata; fr isobathe). Isopleta que representa els punts del subsol o dels fons oceànics o masses continentals d'aigua situats a una mateixa profunditat.

Les isòbates es dibuixen normalment unint els punts d'igual profunditat mesurats amb algun sistema, normalment sondes nàutiques, encara que també es poden obtenir per altres mètodes com ara els LIDARs. Seguidament es dibuixen mitjançant algorismes matemàtics d'interpolació com ara el krigatge (en kriging) o interpolació pel veí més pròxim (en nearest neighbor interpolation).

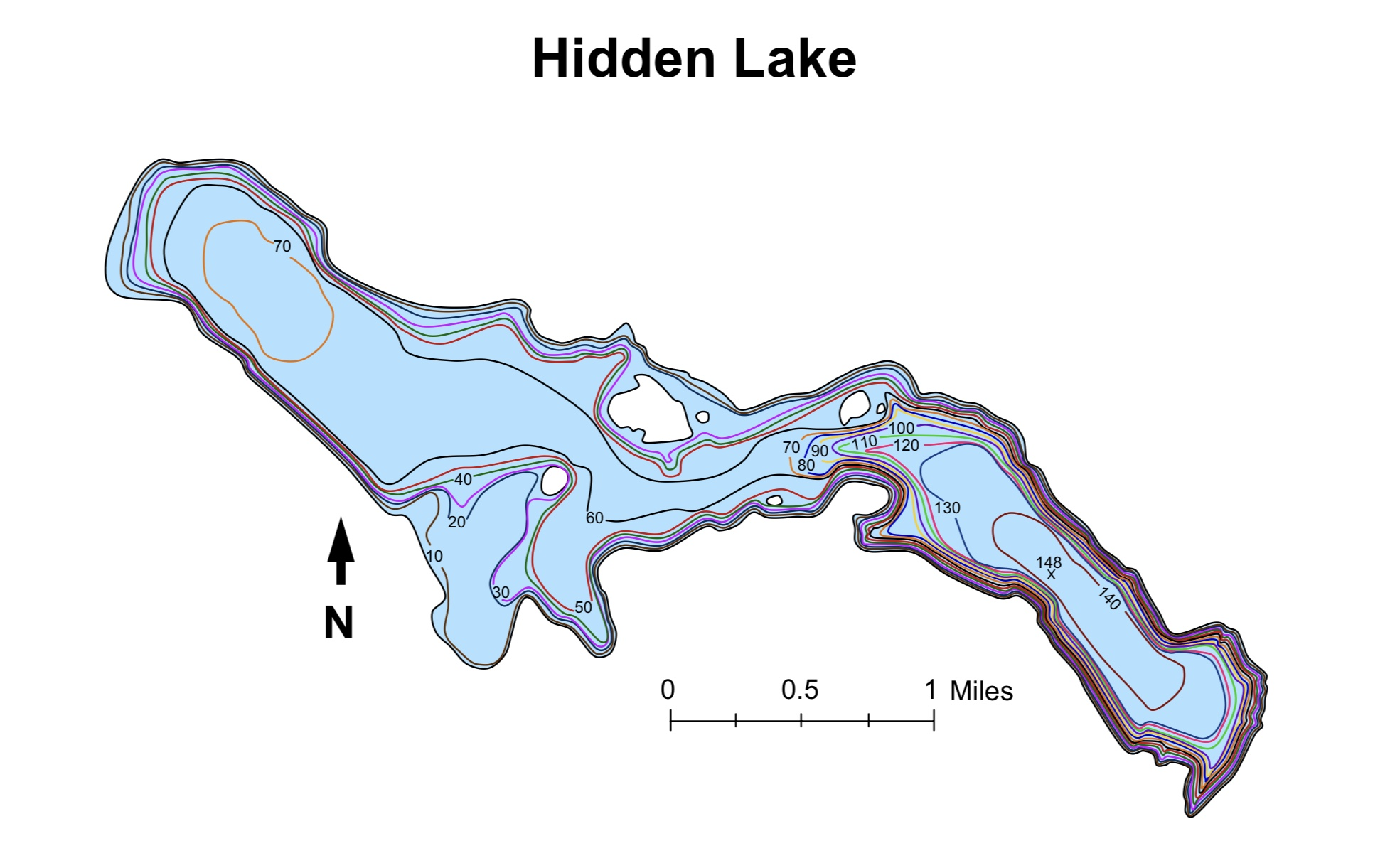
Cartografia batimètrica del llac Hidden, Hidden Lake (U.S. Fish & Wildlife Service)

## Isòbata, cartografia hidrogràfica
Luigi Ferdinando Marsigli (1706) va recollir dades detallades de profunditat del mar i observacions hidrològiques en el que es considera el primer mapa d'isòbates imprès del golf de Lleó. Aquest mapa, annex al seu gran i complet volum sobre els mars, ha estat considerat un dels precursors dels mapes temàtics. Tot i que la literatura cartogràfica i oceanogràfica sovint es refereix al mapa de Marsigli, diversos autors han malinterpretat les dades i la informació continguda en el mapa.
Els oceanògrafs dibuixen les isòbates en mapes que mostren el contorn del fons submergit (marí o de llacs) anomenats mapes batimètrics. Les cartes nàutiques són mapes d'una regió de l'oceà utilitzats principalment per a la navegació i el pilotatge. Mostren la batimetria o profunditats del fons del marí. Històricament, les cotes de profunditat del fons marí es van obtenir baixant un cable mesurat fins al fons del mar. Avui aquestes dades s'obtenen amb un sonar muntat en un vaixell. Un generador de so al vaixell emet ones sonores que impacten en el fons marí es reflecteixen a la superfíciet cap a un dispositiu d'escolta anomenat hidròfon. El mètode és més ràpid, més precís i permet la determinació contínua de la profunditat a mesura el vaixell navega. Cada mesurament de la profunditat fins al fons del mar s'anomena sonda.
Una carta nàutica proporciona una visió esquemàtica del fons marí marcant els obstacles i les formes submarines perilloses per a la navegació. […] El fons marí no es percep com un camp de profunditat continu sinó com un conjunt format per grups d'isòbates.
La ubicació de la isòbata de 2.500 m és un element clau en les reivindicacions territorials del fons marí a la llei del Dret del Mar. La Convenció de les Nacions Unides sobre el Dret de la Mar va establir la isobata de 2.500 metres com la referència i restricció, en una distància màxima de 100 milles comptades des d'aquesta isobata per establir l'amplada màxima de la plataforma continental (concepte jurídic) quan el marge continental es troba més enllà de les 200 milles des de la línia de base a partir de la qual es mesura l'amplada del mar territorial.

## Isòbata, cartografia geològica
Les isòbates també són emprades pels geòlegs per a cartografiar la fondaria de les formacions, àrees, estructures i estrats subterranis. Una superfície geològica sovint resta per sota de la superfície topogràfica. La diferència (altura de la topografia menys alçada de superfície geològica) és igual a la profunditat de soterrament en qualsevol punt al mapa. Les isòbates es dibuixen determinant un nombre de punts amb els quals es poden obtenir línies d'igual profunditat de soterrament.